# Fochteloërverlaat
Fochteloërverlaat is een sluis in de Opsterlandse Compagnonsvaart tussen Oosterwolde en Appelscha. In 1816 is de eerste sluis gebouwd, de huidige stenen sluis is van 1895. Het verval is 1,41 meter. De sluis wordt nog volledig met de hand bediend.
De sluis is een bajonetsluis. Bij dit type liggen de sluisdeuren niet recht maar schuin tegenover elkaar. Het eerst invarende schip wordt als eerste doorgeschut.
De schutkolk staat, als hij niet gebruikt wordt, leeg. De sluis is voorzien van een fietsbruggetje, dat met de hand bediend wordt. Aan de bovenzijde is de sluis voorzien van een rinket. Aan de benedenzijde is de sluisdeur voorzien van vier rinketten. Afwatering geschiedde vroeger via deze rinketten. Dit gebeurt nu automatisch via een stuwklep die aan de bovenzijde van de sluis staat.
Naast de sluis staat een sluiswachterswoning. De woning is nog steeds in eigendom van provincie Friesland en staat op de rijksmonumentenlijst.
Damsluis · 
Bovenstverlaat · 
Stokersverlaat · 
Fochteloërverlaat · 
Nanningaverlaat · 
Wijnjeterpverlaat · 
Hemrikerverlaat ·
Vosseburenverlaat · 
Gorredijk